# Кутиркін Владислав Георгійович
Владислав Георгійович Кутиркін (22 лютого 1931, місто Саратов, тепер Російська Федерація — 1 листопада 2011, місто Кишинів, Молдова) — радянський молдавський державний діяч, заступник голови Ради міністрів Молдавської РСР, голова Держкомітету Молдавської РСР з цін. Член ЦК Комуністичної партії Молдавії в 1963—1990 роках. Депутат Верховної Ради Молдавської РСР 6—11-го скликань.

## Життєпис
Народився в родині службовця. У 1946—1948 роках — обліковець колгоспу.
У 1948—1952 роках — завідувач відділу кадрів і організаційної роботи Каларашського районного комітету ЛКСМ Молдавії; 1-й секретар Каларашського районного комітету ЛКСМ Молдавії.
Член ВКП(б) з 1950 року.
У 1952—1953 роках — завідувач відділу Кагульського окружного комітету ЛКСМ Молдавії.
У 1953—1958 роках — заступник начальника політичного відділу, секретар партійної організації машинно-тракторної станції (МТС) у Молдавській РСР; секретар Чимішлійського районного комітету КП Молдавії.
У 1958—1960 роках — слухач Республіканської вищої партійної школи при ЦК КП Молдавії. У 1961 році закінчив Вищу партійну школу при ЦК КПРС.
У 1960—1962 роках — голова колгоспу імені Карла Маркса Чимішлійського району; 2-й секретар, 1-й секретар Чимішлійського районного комітету КП Молдавії.
У 1962 році — заступник парторга ЦК КП Молдавії по Котовському територіальному виробничому колгоспно-радгоспному управлінню.
У 1962—1965 роках — секретар парткому Чимішлійського виробничого колгоспно-радгоспного управління Молдавської РСР.
У 1965—1970 роках — 1-й секретар Чимішлійського районного комітету КП Молдавії.
У 1966 році закінчив заочно Кишинівський політехнічний інститут імені Сергія Лазо.
18 травня 1970 — 14 січня 1981 року — голова Державного комітету Ради міністрів Молдавської РСР з цін.
14 січня 1981 — 24 травня 1990 року — заступник голови Ради міністрів Молдавської РСР. Одночасно 14 січня 1981 — 24 травня 1990 року — голова Державної планової комісії (Держплану) Молдавської РСР.
Потім — на пенсії в місті Кишиневі.
Помер 1 листопада 2011 року в Кишиневі. Похований на Вірменському цвинтарі Кишинева.

## Нагороди
- орден Трудового Червоного Прапора
- орден «Знак Пошани»
- медалі